# Ула Траоре
Ула Абасс Траоре (фр. Oula Abass Traoré, нар. 29 вересня 1995, Бобо-Діуласо) — буркінійський футболіст, лівий захисник клубу  «ФК Львів» та національної збірної Буркіна-Фасо.

## Клубна кар'єра
Траоре розпочав свою футбольну кар'єру в клубу «Расінг де Бобо», де дебютував у сезоні 2014/15 у Першому дивізіоні. У дебютному сезоні виграв з ним чемпіонат Буркіна-Фасо.
У 2017 році він перебрався в «Салітас». Він грав там три сезони, за цей час виграв Кубок Буркіна-Фасо в сезоні 2017/18 і посів друге місце в сезоні 2018/19.
Влітку 2020 року Траоре приєднався до гвінейського клубу «Гороя». У сезоні 2020/21 він виграв з ним чемпіонат Гвінеї, а наступного року захистив титул. В липні 2022 року покинув клуб у статусі вільного агента.
У лютому 2023 року з'явилася інформація, що футболіст продовжить кар'єру у ФК «Львів». Наприкінці місяця футболіст підписав контракт із клубом. У березні 2023 року львівський клуб офіційно представив буркінійського футболіста. Дебютував за клуб 6 березня 2023 року в матчі проти «Минаю» (1:0), вийшовши на поле у стартовому складі і відігравши увесь матч.

## Виступи за збірну
Траоре дебютував у національній збірній Буркіна-Фасо 9 червня 2019 року в матчі проти Демократичної Республіки Конго (0:0) в Марбельї.
У 2022 році його включили до складу збірної на Кубок африканських націй 2021 року в Камеруні. Разом з командою він посів 4 місце на цьому турнірі, але не зіграв там жодного матчу.

## Досягнення
- Чемпіон Буркіна-Фасо: 2014/15
- Володар Кубка Буркіна-Фасо: 2017/18
- Чемпіон Гвінеї: 2020/21, 2021/22